# Šárka Kubínová
Šárka Kubínová  est une joueuse volley-ball tchèque, née le 19 avril 1988 à Havlíčkův Brod. Elle mesure 1,78 m et joue au poste de passeuse.

## Clubs
| Club              | De        | À         |
| ----------------- | --------- | --------- |
| Kralovo Pole Brno | 2003-2004 | 2009-2010 |
| VK Prostějov      | 2010-2011 | 2011-2012 |
| Volley Köniz      | 2012-2013 | 2013-2014 |
| Lokomotiv Bakou   | oct 2014  | nov 2014  |
| Volejbal Přerov   | 2015-2016 | 2015-2016 |
| SK UP Olomouc     | 2016-2017 | …         |

## Palmarès
- Championnat de République tchèque
  - Vainqueur : 2004, 2006, 2007, 2011, 2012, 2019.
  - Finaliste : 2017, 2018.
- Championnat de Suisse
  - Finaliste : 2014.
- Coupe de République tchèque
  - Vainqueur : 2017, 2019.
  - Finaliste : 2018.